# Makak berberyjski
Makak berberyjski, magot, makak magot (Macaca sylvanus) – gatunek ssaka naczelnego z podrodziny koczkodanów (Cercopithecinae) w obrębie rodziny koczkodanowatych (Cercopithecidae).

## Taksonomia
Gatunek po raz pierwszy zgodnie z zasadami nazewnictwa binominalnego opisał w 1758 roku szwedzki przyrodnik Karol Linneusz w 10. edycji Systema Naturae, uznawanej za początek nomenklatury zoologicznej. Autor nadał gatunkowi nazwę Simia sylvanus. Miejsce typowe według oryginalnego opisu to Afryka i Cejlon (łac. Habitat in Africa, Zeylona), poprawione w 1913 roku przez Daniela Girauda Elliota na Afrykę, ograniczone w 1939 roku przez Glovera Morrilla Allena do wybrzeża „Berberii”, w Afryce Północnej. Linneusz swój opis oparł na wcześniejszym wydaniu Systema Naturae oraz na pracach innych autorów.
M. sylvanus jest uważany za najwcześniejszą odnogę drzewa filogenetycznego rodzaju Macaca i jest wyjątkowy, ponieważ jest jedynym makakiem żyjącym w Afryce i jedynym makakiem ze szczątkowym lub całkowicie pozbawionym ogona. Badania genetyczne wykazały, że populacje z Maroka i Algierii różnią się od siebie i mogły się rozdzielić około 1,6 miliona lat temu.
Autorzy Illustrated Checklist of the Mammals of the World uznają ten takson za gatunek monotypowy.

### Etymologia
- Macaca: port. macaca, rodzaj żeński od macaco „małpa”; Palmer sugeruje, że nazwa ta pochodzi od słowa Macaquo oznaczającego w Kongu makaka i została zaadaptowana przez Buffona w 1766 roku[27].
- sylvanus: w mitologii rzymskiej Sylvanus lub Silvanus był bogiem lasu, utożsamianym z Panem[28].

## Zasięg występowania
Makak berberyjski występuje na obszarach górskich w Maroku (Rif, Atlas Wysoki i Średni) oraz Algierii (Kabylia Wielka i Mała); historycznie występował również w zachodniej Tunezji. Niewielka, półdzika kolonia funkcjonuje na Gibraltarze. Jest to jedyna populacja małp występująca w Europie (patrz: magoty gibraltarskie). Niewykluczone, że została tam introdukowana.

## Morfologia
Makak berberyjski jest małpą średniej wielkości o silnej budowie ciała. Długość ciała (bez ogona) 55,7–63,4 cm, długość szczątkowego ogona 0,4–2,2 cm; masa ciała 9,9–14,5 kg. Sierść w części grzbietowej wybarwiona jest na kolor żółtawobrunatny, zaś w części brzusznej jest jaśniejsza. Futro jest grube i gęste.

## Tryb życia
Makak berberyjski zamieszkuje skaliste okolice, wzgórza i lasy do wysokości 2000 m n.p.m. Wiedzie dzienny tryb życia. Żyje w stadach liczących do 20 osobników. Jest zwierzęciem silnym, walecznym. W starciu z psem może go pokonać i zabić. Umie pływać. Makak berberyjski osiąga dojrzałość płciową w wieku około 4 lat. Po trwającej około pół roku ciąży samica rodzi 1–2 młodych. W niewoli osiąga wiek ponad 30 lat. Żywi się roślinami trawiastymi, jagodami, nasionami, ziołami, owadami i skorpionami. Tworzą duże grupy z wieloma samcami, średni 43 do 70 osobników na km². Przewodnikiem stada jest zawsze dojrzały samiec, który w czasie żerowania stada zajmuje punkt obserwacyjny na wzniesieniu i czuwa nad bezpieczeństwem grupy.

## Status
Makak berberyjski jest gatunkiem zagrożonym wyginięciem (EN – ang. endangered), w Maroku znajduje się pod ochroną; liczebność szacowana jest od 9 do 17 tysięcy osobników w Maroku i około 5 tys. w Algierii. Całkowita populacja na świecie wynosi od 12 do 21 tysięcy. Obecnie magot nie stanowi już obiektu polowań, jednak liczebność tego gatunku nie wzrasta.